# 아쉬라프 바롬
아쉬라프 바롬(Ashraf Barhom, 1979년 1월 8일 ~ )은 배우이다.

## 방송
- 타이란트 (2014년)

## 영화
- 노래로 쏘아 올린 기적 (2015년) - 밀수업자 역
- 300: 제국의 부활 (2014년) - 반다리 장군 역
- 제이툰 (2012년)
- 인헤리턴스 (2012년) - 아하마드 역
- 코리올라누스: 세기의 라이벌 (2011년) - 두번째 시민 - 캐시어스 역
- 타이탄 (2010년)
- 아고라 (2009년) - 암모니우스 역
- 킹덤 (2007년) - 페리스 알 가지 경위 역
- 천국을 향하여 (2005년)
- 시리아인 신부 (2004년) - 마르완 역